# Slim the Mobster
Slim the Mobster (справжнє ім'я Ентоні Джонсон) — лосанджелеський репер, який є підписантом власного лейблу Gang Module. Певний час працював над Detox, третім студійним альбомом Доктора Дре, протеже котрого він був. Менеджер Джонсона: Джон Монополі, відомий своєю роботою з Каньє Вестом. На репера вплинули The D.O.C та The Notorious B.I.G. Свій псевдонім Джонсон взяв на честь відомого сутенера Філмора Сліма.

## Біографія

### Ранні роки та музична кар'єра
Slim the Mobster зростав у Лаудонвілі, штат Нью-Йорк та в Корпус-Крісті, штат Техас. У лютому 2008 р. Джонсон з'явився на мікстейпі Хусейна Фейтла. Цього ж року Доктор Дре прослухав демозапис виконавця й підписав його на свій лейбл Aftermath Entertainment.
Спочатку репер також одночасно мав контракт з Shady Records та G-Unit Records, проте згодом він залишився лише з Aftermath. На грудень 2012 р. лейблом Gang Module заплановано реліз альбому S.O.O.N. (Something Out Of Nothing). Через свій акаунт у Твітері Slim the Mobster повідомив, що він покинув Aftermath 17 жовтня 2012.
У 2015 відновив співпрацю з Дре, вийшовши на волю після дворічного ув'язнення.

### Особисте життя
За словами репера, в нього стріляли. Він також був жертвою викрадення та членом банди Crips. Дядьком виконавця є відомий наркобарон «Фрівей» Рік Росс.

## Дискографія
Вуличні альбоми
- 2010: War Music

Мікстейпи
- 2010: South Central's Finest (Гост: DJ Clue)

### Гостьові появи
| Назва                         | Рік  | Інші виконавці                          | Альбом                                       |
| ----------------------------- | ---- | --------------------------------------- | -------------------------------------------- |
| «Scared Money» (Remix)        | 2011 | N.O.R.E., 2 Chainz                      |                                              |
| «I'm a Stop» (Remix)          | 2012 | Too Short, Devin the Dude, Baby Bash    |                                              |
| «Bullets»                     | 2012 | C-Bo, King Tee                          | Orca                                         |
| «Andy Warhol»                 | 2012 | XV                                      | Popular Culture                              |
| «Love Me»                     | 2012 | Drew32                                  | Label Me                                     |
| «Thank You» (Remix)           | 2012 | Scoe, Kendrick Lamar                    |                                              |
| «Stand Tall»                  | 2012 | Xzibit                                  | Napalm                                       |
| «Movie»                       | 2012 | Xzibit, Game, Young De, Crooked I       | Napalm                                       |
| «Tear Dropz & Closed Caskets» | 2012 | Cashis, Roccett                         | The Art of Dying                             |
| «So Real»                     | 2014 | Compton Menace, Stacee Adamz, N8 Jetson | Welcome to My Trap House: The Gift and Curse |
| «Helicopter»                  | 2015 | Pknuckle                                | Perfect Timing EP                            |